# ジェニファー・マイア
ジェニファー・マイア（Jennifer Maia、1988年10月6日 - ）は、ブラジルの女性総合格闘家。パラナ州クリチバ出身。シュートボクセ・アカデミー所属。元Invicta FC世界フライ級王者。

## 来歴
15歳の時からムエタイのトレーニングを始め、2008年3月29日にプロボクシングデビュー。ボクシングで3戦3勝の戦績を残し、2009年12月5日にプロ総合格闘技デビュー。
2010年11月20日、Power Fight Extreme 4でカリンドラ・ファリアと対戦し、判定ドロー。
2011年10月28日、Kumite MMA Combateでヴァネッサ・ポルトと対戦し、2Rに腕ひしぎ十字固めで一本負け。キャリア初黒星を喫した。
2012年12月15日、Samurai FC 9でジェシカ・アンドラージと対戦し、3-0の判定勝ち。

### Invicta FC
2013年4月5日、 Invicta FC 5でゾイラ・フラウストと対戦し、3-0の判定勝ち。

#### Invicta FC王座獲得
2016年3月11日、Invicta FC 16で行われたInvicta FC世界フライ級暫定王座決定戦でヴァネッサ・ポルトと再戦し、3-0の判定勝ち。約4年半越しのリベンジを果たすと共に、王座獲得に成功した。その後同級正規王座を保持していたバーブ・ホンチャックのUFC参戦に伴い、正規王者に認定された。
2016年9月23日、Invicta FC 19で行われたInvicta FC世界フライ級タイトルマッチで挑戦者のロクサン・モダフェリと対戦し、2-1の判定勝ちを収め、王座の初防衛に成功した。
2017年12月8日、Invicta FC 26で行われたInvicta FC世界フライ級タイトルマッチで挑戦者のアグニシュカ・ニエズビッチと対戦し、3-0の判定勝ちを収め、2度目の王座防衛に成功した。

### UFC
2018年7月14日、UFC初出場となったUFC Fight Night: dos Santos vs. Ivanovで女子フライ級ランキング4位のリズ・カムーシュと対戦し、0-3の判定負け。
2019年1月15日、米国アンチドーピング機関（USADA）が、2018年8月16日に実施した競技外の抜き打ち検査で、マイアから利尿薬のフロセミド、ヒドロクロロチアジド、クロロチアジド、およびチアジドの代謝物である4-アミノ-6-クロロ-1、3-ベンゼンジスルホンアミド（ACB）の陽性反応が検出されたが、調査の結果マイアが検査時に使用していたサプリメントが検出された禁止物質で汚染された汚染サプリメントであることが判明したため、USADAは出場停止期間を短縮し、マイアに6か月間の出場停止処分を科した。
2019年3月23日、UFC Fight Night: Thompson vs. Pettisで女子フライ級ランキング5位のアレクシス・デイビスと対戦し、3-0の判定勝ち。
2019年7月20日、UFC on ESPN 4で女子フライ級ランキング5位のロクサン・モダフェリと対戦し、3-0の判定勝ち。マイアは前日計量でフライ級の規定体重を3ポンドオーバーしたため、ファイトマネーの30％が没収され、129ポンドのキャッチウェイトで試合が行われた。
2019年11月2日、UFC 244で女子フライ級ランキング1位のケイトリン・チュケイギアンと対戦し、判定負け。
2020年8月1日、UFC Fight Night: Brunson vs. Shahbazyanで女子フライ級ランキング3位のジョアン・コールダウッドと対戦し、腕ひしぎ十字固めで一本勝ち。パフォーマンス・オブ・ザ・ナイトを受賞した。
2020年11月21日、UFC 255のUFC世界女子フライ級タイトルマッチで王者ヴァレンティーナ・シェフチェンコに挑戦し、0-3の5R判定負け。王座獲得に失敗した。
2021年7月10日、UFC 264で女子フライ級ランキング7位のジェシカ・アイと対戦し、3-0の判定勝ち。
2022年1月15日、UFC on ESPN: Kattar vs. Chikadzeで女子フライ級ランキング2位のケイトリン・チュケイギアンと再戦し、0-3の判定負け。
2022年3月26日、UFC on ESPN: Blaydes vs. Daukausで女子フライ級ランキング13位のマノン・フィオロと対戦し、0-3の判定負け。
2022年11月19日、UFC Fight Night: Nzechukwu vs. Cuțelabaで女子フライ級ランキング15位のマリーナ・モロズと対戦し、判定勝ち。
2023年3月18日、UFC 286で女子フライ級ランキング11位のケイシー・オニールと対戦し、3-0の判定勝ち。
2023年10月14日、UFC Fight Night: Yusuff vs. Barbozaで女子フライ級ランキング11位のビビアン・アラウジョと対戦し、0-3の判定負け。この試合でUFCとの契約満了を迎えたが、マイアは再契約しないことを選択しUFCから離脱した。

## 戦績
| 総合格闘技 戦績 | 総合格闘技 戦績 | 総合格闘技 戦績 | 総合格闘技 戦績 | 総合格闘技 戦績 | 総合格闘技 戦績 | 総合格闘技 戦績 |
| --------------- | --------------- | --------------- | --------------- | --------------- | --------------- | --------------- |
| 32 試合         | (T)KO           | 一本            | 判定            | その他          | 引き分け        | 無効試合        |
| 21 勝           | 3               | 6               | 12              | 0               | 1               | 0               |
| 10 敗           | 1               | 1               | 8               | 0               | 1               | 0               |

| 勝敗 | 対戦相手                         | 試合結果                         | 大会名                                                                      | 開催年月日     |
| ×    | ビビアン・アラウジョ             | 5分3R終了 判定0-3                | UFC Fight Night: Yusuff vs. Barboza                                         | 2023年10月14日 |
| ○    | ケイシー・オニール               | 5分3R終了 判定3-0                | UFC 286: Edwards vs. Usman 3                                                | 2023年3月18日  |
| ○    | マリーナ・モロズ                 | 5分3R終了 判定3-0                | UFC Fight Night: Nzechukwu vs. Cuțelaba                                     | 2022年11月19日 |
| ×    | マノン・フィオロ                 | 5分3R終了 判定0-3                | UFC on ESPN 33: Blaydes vs. Daukaus                                         | 2022年3月26日  |
| ×    | ケイトリン・チュケイギアン       | 5分3R終了 判定0-3                | UFC on ESPN 32: Kattar vs. Chikadze                                         | 2022年1月15日  |
| ○    | ジェシカ・アイ                   | 5分3R終了 判定3-0                | UFC 264: Poirier vs. McGregor 3                                             | 2021年7月10日  |
| ×    | ヴァレンティーナ・シェフチェンコ | 5分5R終了 判定0-3                | UFC 255: Figueiredo vs. Perez 【UFC世界女子フライ級タイトルマッチ】         | 2020年11月21日 |
| ○    | ジョアン・コールダウッド         | 1R 4:29 腕ひしぎ十字固め         | UFC Fight Night: Brunson vs. Shahbazyan                                     | 2020年8月1日   |
| ×    | ケイトリン・チュケイギアン       | 5分3R終了 判定0-3                | UFC 244: Masvidal vs. Diaz                                                  | 2019年11月2日  |
| ○    | ロクサン・モダフェリ             | 5分3R終了 判定3-0                | UFC on ESPN 4: dos Anjos vs. Edwards                                        | 2019年7月20日  |
| ○    | アレクシス・デイビス             | 5分3R終了 判定3-0                | UFC Fight Night: Thompson vs. Pettis                                        | 2019年3月23日  |
| ×    | リズ・カムーシュ                 | 5分3R終了 判定0-3                | UFC Fight Night: dos Santos vs. Ivanov                                      | 2018年7月14日  |
| ○    | アグニシュカ・ニエズビッチ       | 5分3R終了 判定3-0                | Invicta FC 26: Maia vs. Niedzwiedz 【Invicta FC世界フライ級タイトルマッチ】 | 2017年12月8日  |
| ○    | ロクサン・モダフェリ             | 5分3R終了 判定2-1                | Invicta FC 19: Maia vs. Modafferi 【Invicta FC世界フライ級タイトルマッチ】  | 2016年9月23日  |
| ○    | ヴァネッサ・ポルト               | 5分3R終了 判定3-0                | Invicta FC 16: Hamasaki vs. Brown 【Invicta FC世界フライ級暫定王座決定戦】  | 2016年3月11日  |
| ○    | ダヤナ・シウバ                   | 5分3R終了 判定2-0                | Imortal FC 2: Kamikaze                                                      | 2015年12月13日 |
| ○    | マルタ・ソウザ                   | 1R 2:51 TKO（パンチ連打）        | Samurai FC 12: Hearts on Fire                                               | 2015年10月10日 |
| ○    | ステファニー・ブラゲラック       | 2R 2:07 KO（膝蹴り）             | Imortal FC 1: The Invasion                                                  | 2015年6月13日  |
| ×    | ディアナ・ベネット               | 5分3R終了 判定0-3                | Invicta FC 10: Waterson vs. Tiburcio                                        | 2014年12月5日  |
| ○    | イレイン・アルバカーキ           | 5分3R終了 判定3-0                | Talent MMA Circuit 11 【Talent MMA Circuit女子フライ級タイトルマッチ】      | 2014年8月23日  |
| ○    | マリアナ・モライス               | 2R 2:18 リアネイキドチョーク     | Talent MMA Circuit 9                                                        | 2014年5月10日  |
| ×    | レスリー・スミス                 | 5分3R終了 判定0-3                | Invicta FC 6: Coenen vs. Cyborg                                             | 2013年7月13日  |
| ○    | ゾイラ・フラウスト               | 5分3R終了 判定3-0                | Invicta FC 5: Penne vs. Waterson                                            | 2013年4月5日   |
| ○    | ジェシカ・アンドラージ           | 5分3R終了 判定3-0                | Samurai FC 9: Water vs. Fire                                                | 2012年12月15日 |
| ×    | シーラ・ガフ                     | 1R 0:10 KO（パンチ連打）         | Cage Warriors Fight Night 4 【CWFC女子フライ級トーナメント準決勝】          | 2012年3月16日  |
| ○    | タチアネ・ポルフィリオ・アギーア | 2R 1:17 腕ひしぎ十字固め         | Pink Fight 1                                                                | 2012年1月29日  |
| ×    | ヴァネッサ・ポルト               | 2R 3:55 腕ひしぎ十字固め         | Kumite MMA Combate                                                          | 2011年10月28日 |
| △    | カリンドラ・ファリア             | 5分3R終了 判定ドロー             | Power Fight Extreme 4                                                       | 2010年11月20日 |
| ○    | アレッサンドラ・シウバ           | 1R 1:50 腕ひしぎ十字固め         | Gladiators FC 2                                                             | 2010年10月16日 |
| ○    | ジェニファー・ハース             | 1R 1:18 ギブアップ（パンチ連打） | Challenge Mixed Martial Arts                                                | 2010年8月7日   |
| ○    | アレッサンドラ・シウバ           | 1R 4:03 リアネイキドチョーク     | Power Fight Extreme 2                                                       | 2010年3月13日  |
| ○    | スエレン・ピニェイロ・ヒベイロ   | 1R 2:01 TKO（パンチ連打）        | Brave FC 4: Explosion                                                       | 2009年12月5日  |

## 獲得タイトル
- Talent MMA Circuit女子フライ級王座（2014年）
- Invicta FC世界フライ級暫定王座（2016年）
- 第2代Invicta FC世界フライ級王座（2016年）